# Avagina
Avagina, rod morskih životinja iz porodice Isodiametridae koji se klasificara novom koljenu Xenacoelomorpha i redu Acoela. Rod je i prvu vrstu A. incola opisao Leiper, 1902 a sastoji se od šest vrsta.
Vrste Avagina uočene su pred obalama Brazila (otok São Sebastião, Itaçucê), Belizea, Paname, Rovinja, Limski kanal, Kaštelanski zaljev i Gullmarfjorda u Švedskoj (A. marci); Tasmanije (A. vivipara), otoka Sylt i Rømø) (A. sublitoralis), otočja Galapagos (A. polyvacuola), i kod Plymoutha u Engleskoj (English Channel) i Trondheimfjorda (A. glandulifera)

## Vrste
1. Avagina glandulifera Westblad, 1953
2. Avagina incola Leiper, 1902
3. Avagina marci Dörjes & Karling, 1975
4. Avagina polyvacuola Ehlers & Dörjes, 1979
5. Avagina sublitoralis Faubel, 1976
6. Avagina vivipara Hickman, 1956

Biota > Animalia > Xenacoelomorpha > Acoelomorpha > Acoela > Isodiametridae